# Gricigliana
Gricigliana è una frazione del comune italiano di Cantagallo, nella provincia di Prato, in Toscana.

## Geografia fisica

### Territorio
La frazione si trova nella Val di Bisenzio, a destra del fiume, posta centralmente rispetto ai paesi di Vernio a nord e Vaiano a sud. È raggiungibile dalla strada provinciale 325 seguendo una strada comunale. 
Dalle pendici settentrionali del sovrastante Monte Castiglioni (802 m s.l.m.), nasce il torrente di Gricigliana, anticamente detto rio dell'Isola o di Regnano, il quale sfocia nel Bisenzio presso l'antico Mulino di Pispola, nell'abitato di Cerbaia. Sulla vecchia strada che porta a Sant'Ippolito di Vernio, si trova il bacino artificiale chiamato Lago di Gricigliana, adibito ad area di pesca e ristoro.

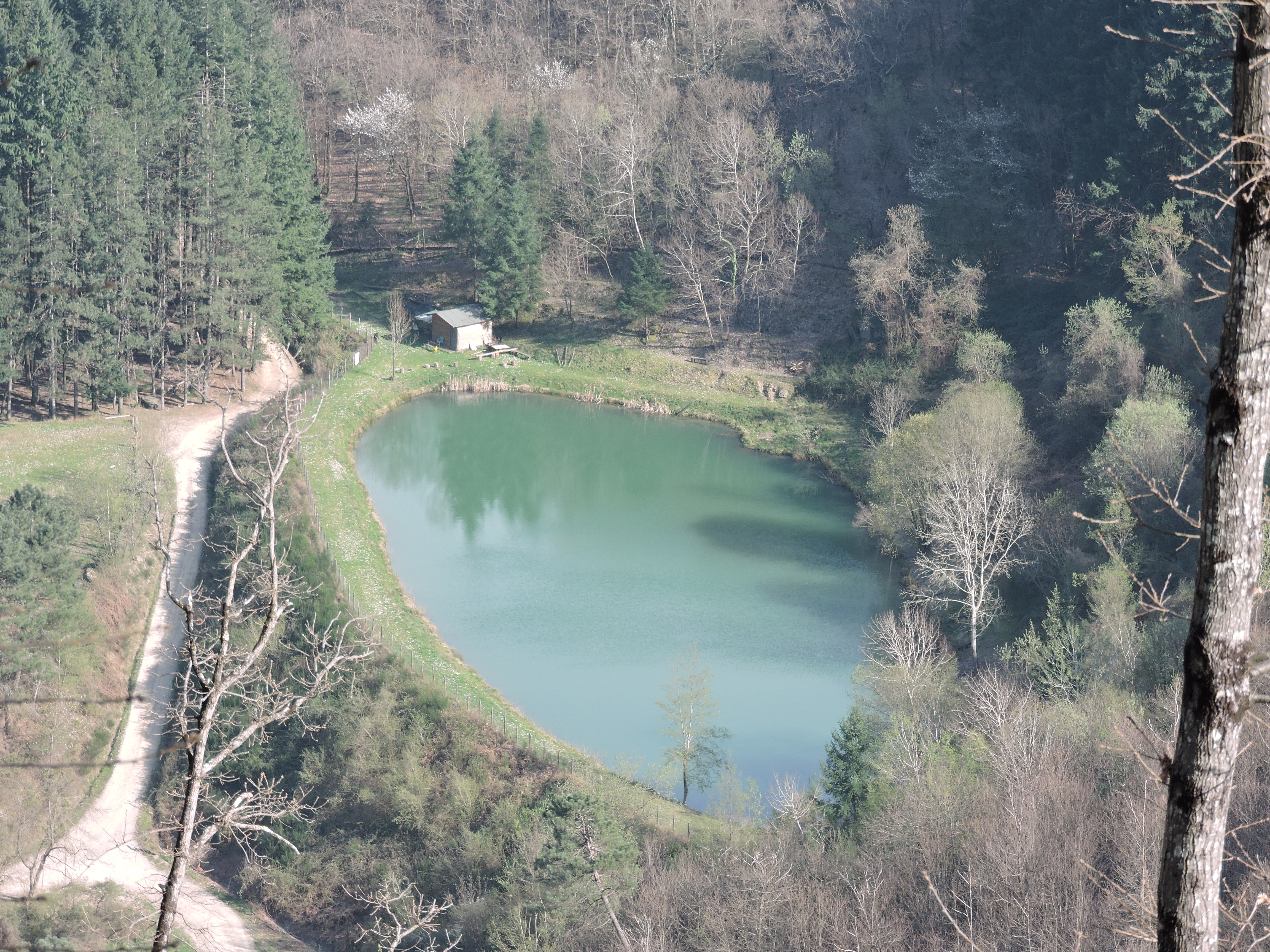
Lago di Gricigliana

## Storia
La località di Gricigliana, allo stesso modo di molte altre località nella Val di Bisenzio, ebbe antica origine: fu inizialmente colonizzata dai Romani, come suggerisce anche il toponimo prediale in cui compare il suffisso -ana.
La sua storia documentata inizia nel 1220 con l'acquisto di vari beni posti "ad gricillianum" da parte della Badia di Montepiano; i venditori furono Amolfino e Squarcialupo figli del fu Bolso, Arrigo di Soffredello, Niccolò del fu Tancredi, fratelli e figli del fu Infrangi Bene fu Amadore e Romea vedova di Chiarito.
Nel corso del Medioevo, il territorio acquisì sempre più importanza a livello agricolo, anche grazie alla protezione della Rocca di Cerbaia, posta sul poggio dirimpetto. I boschi nei dintorni perderono sempre più terreno per permettere l'espansione di pasture e campi coltivati, i cui prodotti principali erano l'olivo, la vite e il castagno da frutto.
Il segno lasciato da quest'ultimo, oltre che nei castagneti sopravvissuti fino ad oggi, si può vedere nelle varie cannicciaie usate per seccare le castagne, ritrovabili sia in mezzo ai boschi, sia annesse alla maggior parte delle case storiche.
Un prodotto particolarmente apprezzato delle colture di Gricigliana era un tipo di vinsanto, che dai racconti popolari sembra non potesse mancare sulla tavola medicea durante le grandi occasioni.
In seguito la proprietà passò al convento di San Barnaba di Scarperia, che la vendette a Piero Novellucci nel 1464; secondo altre fonti il contratto sarebbe del 1469 da parte di frate Ottaviano da Volterra.

### Fattoria di Gricigliana

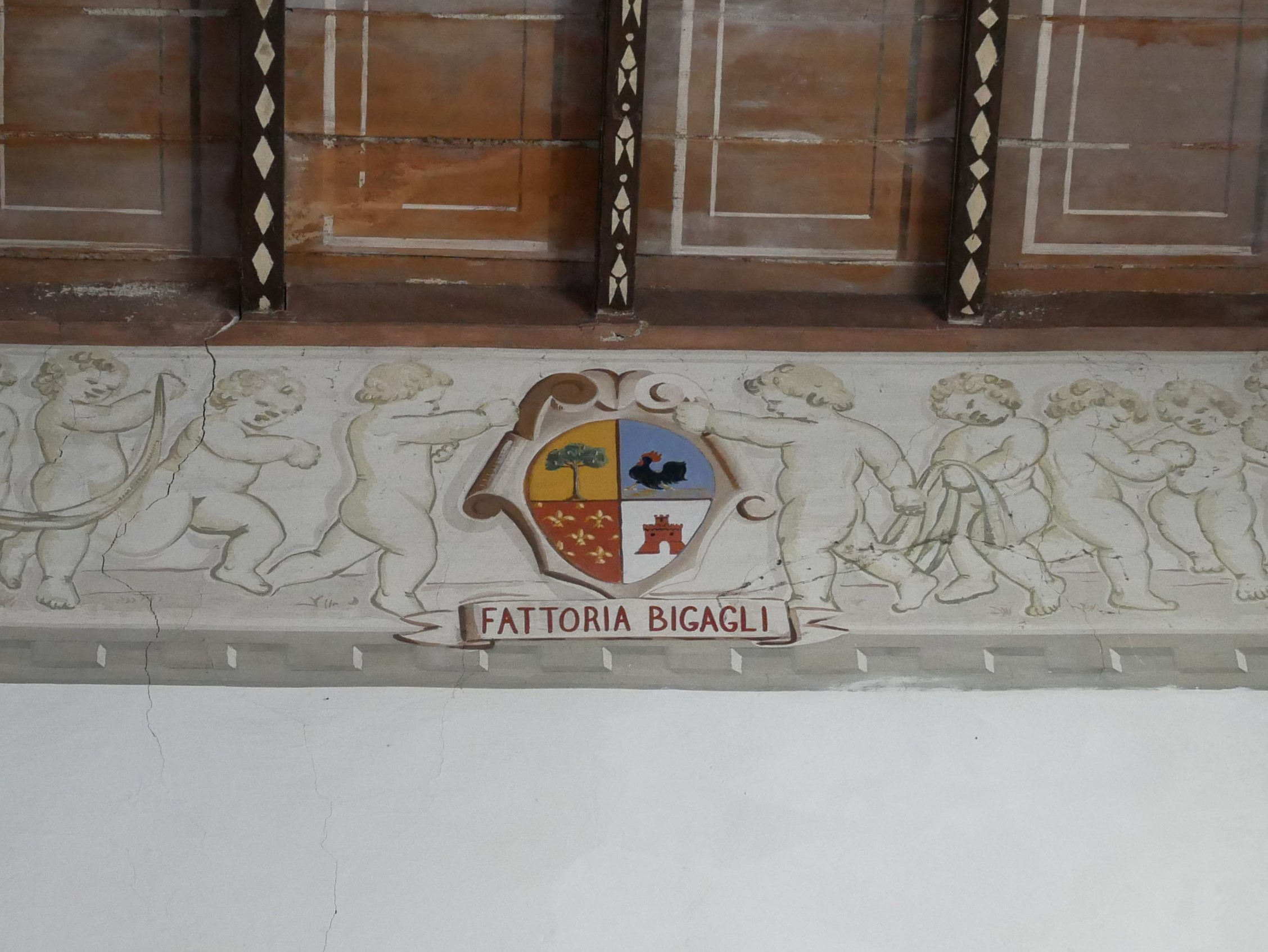
Stemma della fattoria risalente alla proprietà dei Bigagli, all'interno della chiesa

É con il possesso dei Novellucci che inizia la storia della longeva Fattoria di Gricigliana. Questa, sul finire dell'Ottocento era composta da 17 poderi sparsi in una fetta di Val di Bisenzio che comprendeva tutto il versante orientale del Monte Castiglioni e una parte del versante occidentale della Calvana leggermente a nord della Rocca di Cerbaia. 
Di seguito i nomi dei poderi da un repertorio redatto tra il 1891 e il 1892: 
- Piazza di Sopra
- Piazza di Sotto
- Larniano, oggi conosciuto come Borgo Vignolino
- Torruccia
- Lastruccia
- Calamaio
- Capicerri, oggi conosciuto come Capisceri
- Poggio di Sopra
- Poggio di Sotto
- Capanne
- Casetta
- Casaccia
- Fornace
- Casugnano di Sopra
- Casugnano di Sotto
- Scopeto
- Valiano.

Oltre a questi, la Fattoria possedeva anche delle "terre a mano", ovvero appezzamenti di terreno lavorati da operai, tra cui quelle di Carmignano, podere situato nel paese di Carmignanello.
All'inizio del XIX secolo, la fattoria di Gricigliana passò nelle mani della famiglia Guicciardini e successivamente alla famiglia imprenditoriale pratese dei Bigagli. Questi furono gli ultimi proprietari della fattoria nel suo insieme, perché, alla fine del XX secolo, la proprietà fu divisa in più particelle che vennero vendute singolarmente.

## Monumenti e luoghi d'interesse
- Villa Novellucci Guicciardini
- Oratorio di Santa Caterina d'Alessandria e l'annesso cimitero
- Cannicciaia dei Poggi, un'antica cannicciaia in ottime condizioni, posta lungo il sentiero 16 della sezione pratese del CAI.

## Geografia antropica
All'interno dell'insediamento di Gricigliana, si possono distinguere tre agglomerati principali abitati tuttora:
- il borgo principale, detto appunto Borgo, posto immediatamente al di sopra della Villa Novellucci e della chiesa di Santa Caterina;
- un gruppo di case di recente ristrutturazione, anticamente chiamato Larniano e detto oggi Borgo Vignolino, posto più a valle lungo la strada;
- un altro piccolo gruppo di case detto Podere il Poggio, formato dall'unione dei poderi Poggio di Sopra e Poggio di Sotto, dove ha sede l'associazione Venti di Terra.

Nelle immediate vicinanze sono presenti anche due piccoli borghi abbandonati dalla metà del secolo scorso, consistenti dei poderi Piazza di Sopra e Piazza di Sotto, oggi riconosciuti unicamente come La Piazza, e del podere Capisceri.
Sono infine presenti alcune case sparse.